# Ếch cây sần trá hình
Ếch cây sần trá hình (danh pháp khoa học: Theloderma palliatum) là một loài ếch trong họ Rhacophoridae. Chúng là loài đặc hữu của Việt Nam.

## Mô tả
Năm 2011, các nhà khoa học Việt Nam và Australia phát hiện loài này cùng loài Theloderma nebulosum ở vùng cao nguyên Kon Tum và Langbiang ở Việt Nam. Nó được gọi là trá hình vì khả năng biến đổi màu sắc theo môi trường sống.
Loài này có thân thon dài, chiều dài của đầu bằng khoảng 90% bề ngang đầu, chi trước mảnh và dài, các đầu ngón đều có giác bám hình tròn phát triển tốt, so với bề ngang ngón chân thì giác bám khá rộng, da lưng nhăn ít, với các nốt sần nhuyễn và rải rác, dạng hạt, thô ráp.